# Distretto di Foughala
Il distretto di Foughala è un distretto della provincia di Biskra, in Algeria, con capoluogo Foughala.